# Ганс-Йоахім Гайзе
Ганс-Йоахім Гайзе (нім. Hans-Joachim Heise) — німецький офіцер, гауптман вермахту. Кавалер Німецького хреста в золоті.

## Нагороди
- Почесний хрест ветерана війни
- Медаль «За вислугу років у поліції» 3-го, 2-го і 1-го ступеня (25 років)
- Залізний хрест 2-го і 1-го класу
- Хрест Воєнних заслуг 2-го класу з мечами і без мечів
- Нагрудний знак «За участь у загальних штурмових атаках»
- Нагрудний знак «За поранення» в чорному
- Шнур за відмінну стрільбу 1-го ступеня
- Орден Корони короля Звоніміра, медаль 3-го ступеня (Хорватія)
- Німецький хрест в золоті (15 грудня 1944) — як гауптман 279-ї бригади САУ.